# BorgWarner

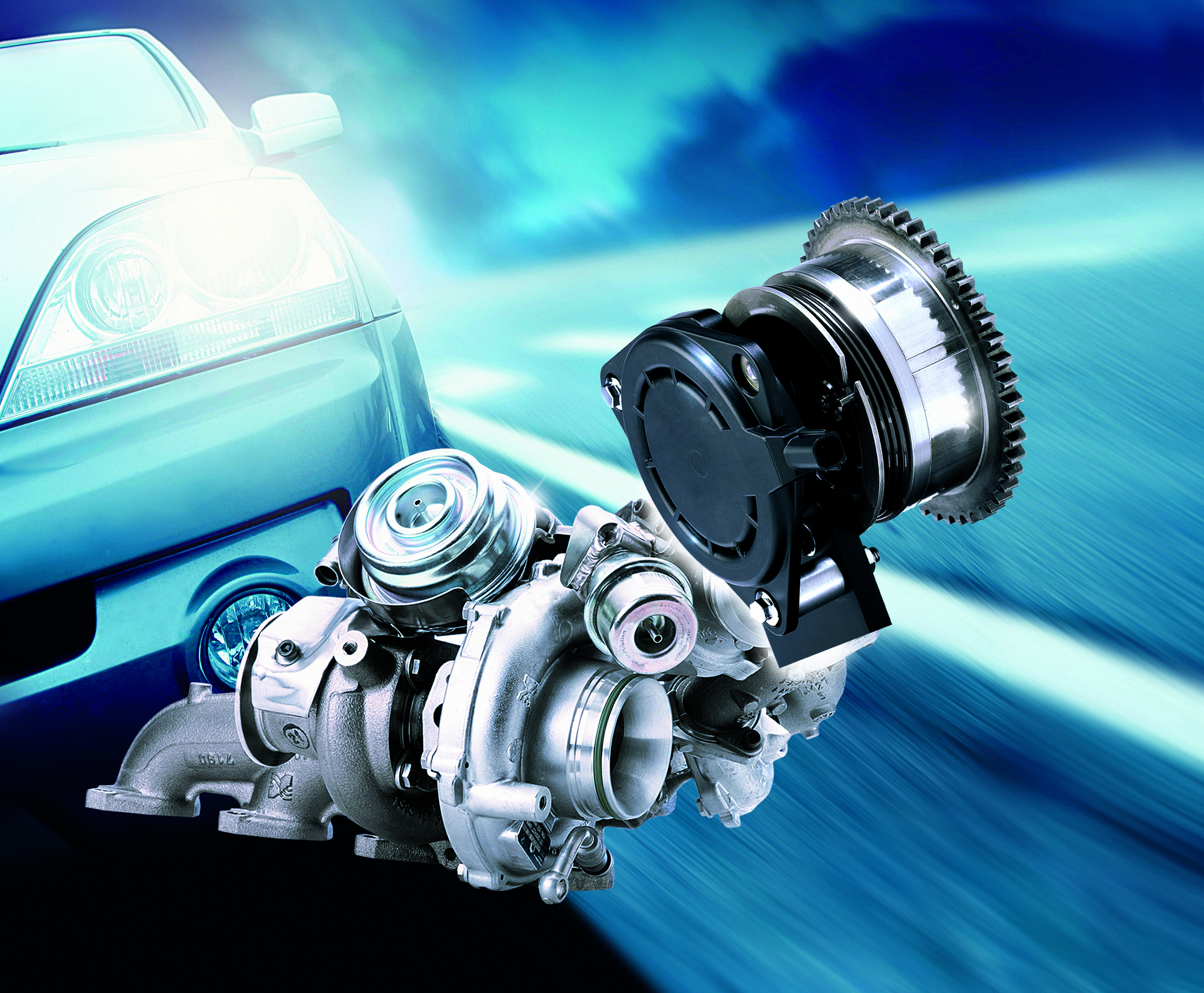
Turbo della BorgWarner, uno dei prodotti più noti dell'azienda

BorgWarner Inc. è un fornitore automobilistico statunitense con sede a Auburn Hills, Michigan. L'azienda mantiene impianti di produzione e sistemi tecnici in 82 siti (al 20 maggio 2024) in 24 paesi del mondo e ha circa 40.000 dipendenti. BorgWarner è uno dei 25 maggiori fornitori automobilistici al mondo. Frédéric Lissalde è amministratore delegato di BorgWarner Inc. dal 1º agosto 2018.

## Storia
La società ebbe origine nel 1928 dalla fusione di Warner Gear, fondata da Thomas Warner nel 1901, e Borg & Beck fondata da Charles Borg e Marshall Beck nel 1903, Marvel Schelber Carburetor Co fondata nel 1905 da George Schebler e dalla Mechanics Universal Joint Co.  L'azienda fu nota come fornitrice del cambio Warner Gear overdrive per automobili dagli anni '30, e per aver sviluppato il cambio automatico a tre velocità della Studebaker introdotto negli anni '50, assieme al carburatore 'Holley' a marchio Borg & Beck. Ford sviluppò le trasmissioni automatiche proprio dalla Studebaker nel 1955, derivate quindi dalla Borg Warner.
Il nome Warner Gear è usato ancora nelle trasmissioni marine e industriali Borg Warner sotto il marchio 'Velvet Drive'. La produzione 'Velvet Drive' venne ceduta nel 1995 alla Regal-Beloit Corporation, la quale usò la designazione di "Velvet Drive Transmissions".
È stato sviluppato anche un turbocompressore a geometria variabile in collaborazione con la Porsche, il Variable Turbine Geometry (VTG), usato sulla Porsche 997. Dal 2002, Peugeot, Ford e Renault diventano i maggiori clienti per turbocompressori assieme a Volkswagen Group dal 1999, con il BorgWarner K-Series turbochargers.
Il BorgWarner Indianapolis 500 Trophy viene presentato al vincitore della Indianapolis 500, dal 1936, in ricordo del pilota di origini austriache Louis H. Schwitzer che vinse la prima edizione del 1909.
Nel 2006 viene acquisita la divisione European Transmission and Engine Controls della Eaton Corporation.
Nel gennaio 2020 viene annunciata l'acquisizione da parte di BorgWarner della Delphi Technologies per 3,3 miliardi di US$.

## Organizzazione
Nel 2002, BorgWarner Inc. fu divisa in due unità di business:
- BorgWarner Engine Group: che si occupa di ricerca e sviluppo di componenti per motori a combustione interna, come turbocompressori.[11]
- BorgWarner Drivetrain Group: che si occupa di trasmissioni, sia manuali che automatiche, come la BorgWarner DualTronic transmission.[11]